# Günter Stummvoll

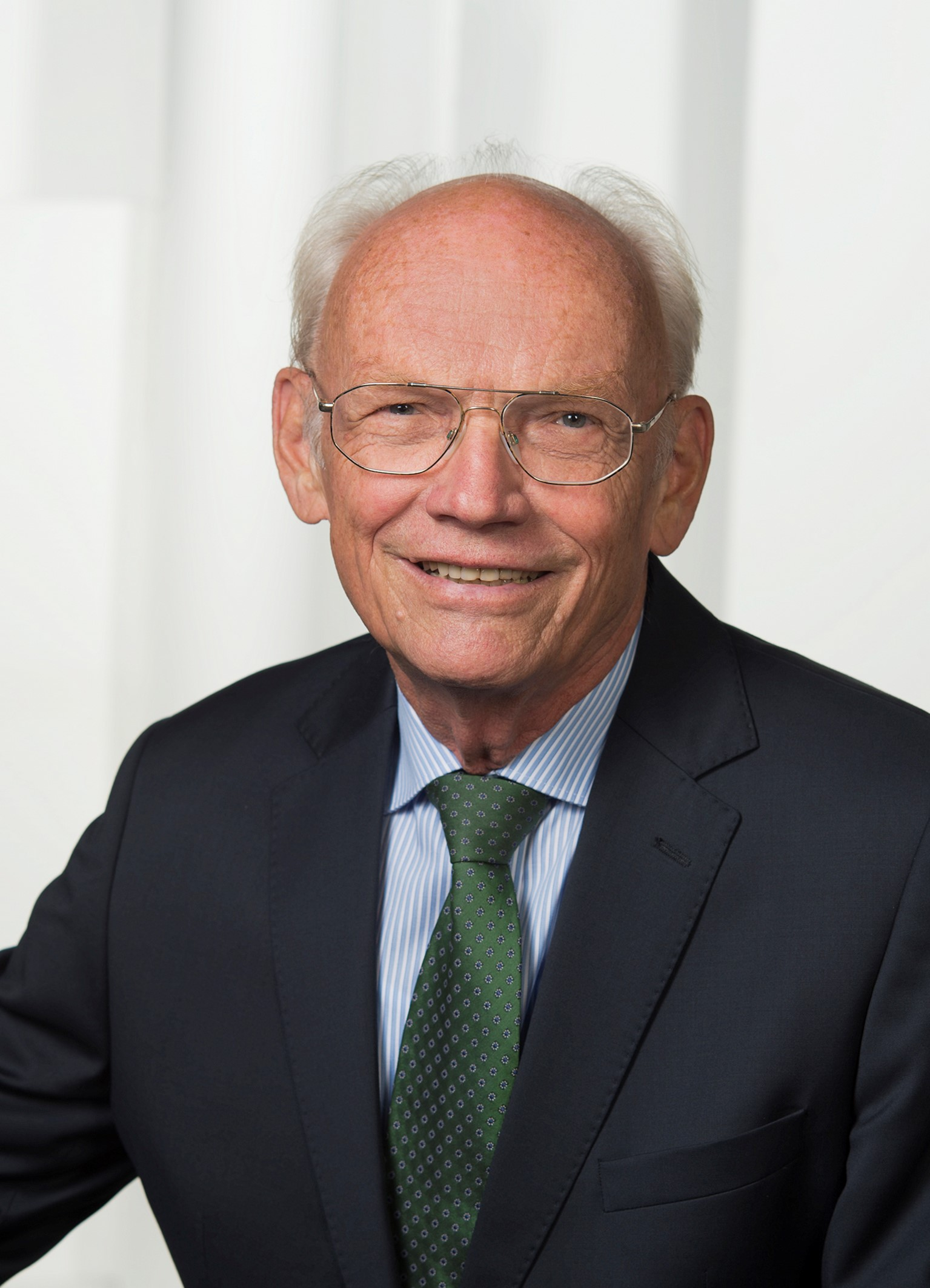
Günter Stummvoll (2017)

Günter Stummvoll (* 3. März 1943 in Wien) ist ein österreichischer Politiker (ÖVP). Er war Mitglied der Bundesregierung und des Nationalrates.

## Karriere
Günter Stummvoll besuchte von 1953 bis 1961 ein Bundesrealgymnasium, von 1961 bis 1967 studierte er an der Hochschule für Welthandel (Dipl.-Kfm. 1965, Dr. rer. comm. 1967).
Von 1966 bis 1991 war Günter Stummvoll für die Vereinigung Österreichischer Industrieller tätig und von 1992 bis 2000 war er Generalsekretär der Wirtschaftskammer Österreich. Seit 1980 Mitglied des Bundesrates wechselte er 1983 zum Nationalrat, wo er bis 1990 Abgeordneter für das Waldviertel war. 1988 wechselte Günter Stummvoll in die Bundesregierung Vranitzky II, der er bis 1991 (Bundesregierung Vranitzky III) als Staatssekretär im Bundesministerium für Finanzen angehörte. Zwischen 1991 und 2013 war er erneut Abgeordneter zum Nationalrat und zwischen 2000 und 2008 stellvertretender Klubobmann des ÖVP-Parlamentklubs. Von 2008 bis 2013 war Stummvoll Obmann des parlamentarischen Finanzausschusses sowie Finanzsprecher seiner Partei im Parlament. 2013 beendete Stummvoll seine politische Laufbahn; sein Nachfolger als Waldviertler Nationalrat ist Werner Groiß.

## Ehrungen
- Großes Silbernes Ehrenzeichen am Bande für Verdienste um die Republik Österreich
- 2013: Silbernes Komturkreuz des Ehrenzeichens für Verdienste um das Bundesland Niederösterreich